# Wentworth Castle

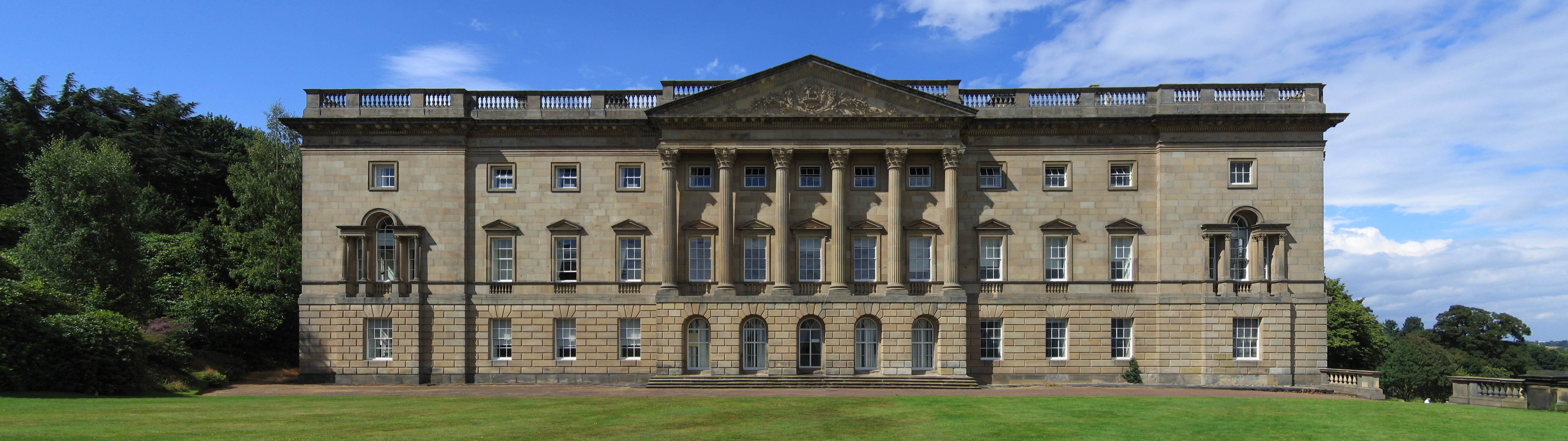
Wentworth Castle: Horace Walpole fand, dass die 1764 fertiggestellte Südfassade sich als Zeichen „des perfektesten Geschmacks in der Architektur“ erwies.

Wentworth Castle ist ein Landhaus in Stainborough bei Barnsley in der englischen Verwaltungseinheit South Yorkshire. Das von English Heritage als historisches Gebäude I. Grades gelistete Haus war früher der Sitz der Earls of Strafford. Heute ist dort das Northern College for Residential and Community Education beheimatet.
Als Thomas Wentworth, Baron Raby, der spätere Earl of Strafford, 1711 das Anwesen erwarb, stand dort noch ein älteres Landhaus. Das Anwesen hieß in Jan Kips Gravierung der Parterres und Avenues aus der Vogelperspektive von 1714 noch Stainborough, ebenso wie in der ersten Ausgabe des Vitruvius Britannicus von 1715. Der Name wurde erst 1731 geändert. Der ursprüngliche Name
Stainborough Castle bezeichnet heute eine künstliche Ruine auf dem Anwesen, die als Folly gebaut wurde.
Seit 2001 befindet sich das Anwesen unter der Verwaltung des Wentworth Castle Heritage Trust und ist an allen Tagen des Jahres öffentlich zugänglich. Die Gärten des Landhauses wurden Anfang des 21. Jahrhunderts restauriert und sind ebenfalls öffentlich zugänglich.

## Geschichte
Das erste Landhaus namens Cutler House wurde für Sir Gervase Cutler (geb. 1640) im Jahre 1670 erbaut. Sir Gervase verkaufte dann das Anwesen an Thomas Wentworth, der später zum 1. Earl of Strafford ernannt wurde. Das Haus wurde in zwei Bauabschnitten umgebaut, von zwei Earls, in bemerkenswert unterschiedlichen Stilen, jedes Mal unter unüblichen Umständen.

## Erster Bauabschnitt

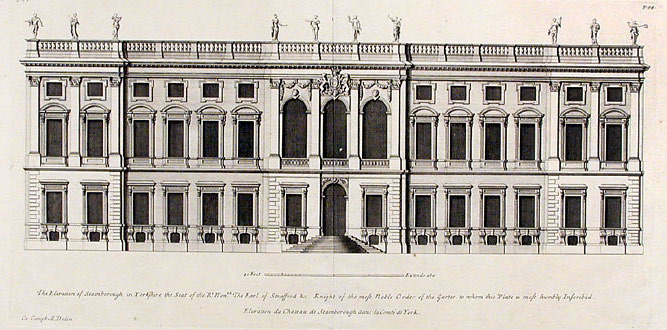
Ostfassade von Stainborough Castle im Vitruvius Britannicus, Ausgabe I (1715)

Der erste Bauabschnitt zum Umbau des originalen Landhauses beauftragte Thomas Wentworth, Baron Raby, etwa 1711. Er war der Enkel von Sir William Wentworth, dem Vater von Thomas Wentworth, dem 1. Earl of Strafford (erste Ernennung). Baron Raby wurde dann 1711 selbst zum 1. Earl of Strafford (zweite Ernennung) ernannt.
Das Anwesen von Wentworth Woodhouse, das ihm – wie er dachte – von Geburt aus zugestanden hätte, war kaum 9 km entfernt und war ein dauernder Stachel im Fleisch des Barons. Die Besitzungen der Straffords waren von William Wentworth, 2. Earl of Strafford, dem kinderlosen Sohn des ersten Earls, an den Neffen seiner Gattin, Thomas Watson gefallen; nur er Titel eines Barons Raby war an einen Blutsverwandten gegangen. M. J. Charlesworth argwöhnt, dass das Gefühl, dass ihm eigentlich das Eigentum an dem großen Landhaus zugestanden hätte, Thomas Wentworth veranlasste, das nahegelegene Stainborough Castle zu kaufen und dass seine Bemühungen, die Watsons von Wentworth Woodhouse in Glanz und Geschmack zu übertrumpfen, den Mann motivierten, den Jonathan Swift „stolz wie die Hölle“ nannte.
Wentworth war ein Soldat in Diensten Wilhelms III. gewesen, der ihn zum Oberst der Dragoner machte. Er wurde von Königin Anne 1706–1711 als Botschafter nach Preußen entsandt und bei seiner Rückkehr nach Großbritannien in Wiederbelebung des Earldoms zum Viscount Wentworth und Earl of Strafford im britischen Hochadel ernannt. Er wurde dann als Vertreter des Vereinigten Königreiches in Verhandlungen entsandt, die zum Frieden von Utrecht führten, und in der Folge vor eine Parlamentskommission zitiert. Mit dem Tod von Königin Anne waren er und seine Tories auf Dauer entmachtet. Wentworth, der eine clanartige alte Familie aus Yorkshire repräsentierte, benötigte ein großes Haus in Einklang mit den wiederbelebten Besitzungen der Wentworths. Er verbrachte seinen Ruhestand mit der Komplettierung von Wentworth Castle und der Gestaltung des Landschaftsgartens.
Er hatte seinen Aufenthalt in Berlin im Sommer 1708 unterbrochen, um Stainborough Castle zu kaufen, um kehrte bewaffnet mit ausreichenden Spezifikationen des Anwesens nach Berlin zurück, um den Militärarchitekten Johann von Bodt zu beauftragen, der kürzlich einige Jahre in England verbracht hatte und ihm die gewünschten Pläne zeichnete. Wentworth war 1709 in Italien und kaufte Gemälde für sein künftiges Haus. „Ich glaube sehr an meine Bilder“, berichtete er mit Genugtuung, „Sie sind alle für Yorkshire gedacht und ich hoffe, eine bessere Sammlung dort als Mr Watson zustande zu bringen.“ Um sie auszustellen, benötigte man eine große Galerie, für die James Gibbs wohl die Pläne zeichnete, da ein Vertrag für eine Holzverkleidung „as desined by Mr Gibbs“ (Original: „desined“, nicht, wie im Englischen korrekt, „designed“; dt.: wie gezeichnet) bis heute in den Papieren der Wentworths in der British Library erhalten ist (Add. Mss 22329, folio 128). Die Galerie wurde 1724 fertiggestellt. Es gibt Pläne, vermutlich von Bodt, für einen Aufriss und einen Teilgrundriss, die die Galerie in Wentworth Castle zeigen, im Victoria and Albert Museum (E.307–1937), in einem Album verschiedener Zeichnungen, das William Talmans Sohn John gehörte. Die Galerie ist 54 Meter lang, 7,2 Meter breit und 9 Meter hoch, durch geäderte korinthische Marmorsäulen mit vergoldeten Kapitellen in drei Abteilungen unterteilt und mit korrespondierenden Pfeilern gegen hervorspringende Joche. In den sich ergebenden Zwischenräumen waren vier Marmorkopien römischer Statuen auf Säulenplatten bis ins 20. Jahrhundert erhalten. Der Bau war im März/April 1714 ausreichend fortgeschritten, dass die bis heute erhaltene Korrespondenz zwischen Lord Strafford und William Thornton sich mit dem Einbau der Fensterscheiben in die Rahmen befassen konnte: Die Alternativen wären entweder vier Scheiben breite Fenster, wie man dies in den besten Häusern machte, versicherte Thornton dem Earl, wofür man Butzenscheiben verwenden könnte, oder drei Scheiben breite Fenster, was den Einsatz von Flachglas erfordern würde. Lord Strafford entschied sich für Letzteres. Die Resultate, die größtenteils per Brief aus der Ferne überwacht wurden, sind in Großbritannien ohne Beispiel. Sir Nikolaus Pevsner fand den Ostflügel „von palatinistischem Glanz, wie er in England unüblich ist“. Die großartige Folge von Paradezimmern erstreckte sich vom Raum am nördlichen Ende mit einem Deckengemälde der Allegorie der Fülle bis zum Raum am südlichen Ende mit einem solchen der Allegorie des Ruhmes.
Bodts Einsatz von großartigen Pfeileranordnungen an der Front und andere Details ließen John Harris vermuten, dass Bodt, der in den 1690er-Jahren in England weilte, Zugang zu den Zeichnungen von William Talman gehabt hatte. Talman war der Architekt von Chatsworth House, das als Englands erstes, wirklich barockes Herrenhaus angesehen wird. Tatsächlich lassen sich Ähnlichkeiten zwischen der Ostfassade von Wentworth Castle und den Fassaden von Chatsworth House feststellen. Beide besitzen eine ausgesucht kontinentalbarocke Frontfassade. Wentworth Castle wurde als „ein bemerkenswertes und fast einmaliges Beispiel für französisch-preußische Architektur im georgianischen England“ beschrieben. Die Ostfassade wurde auf einer erhöhten Terrasse gebaut, von der gekieste Rampen hinabführen, die eine Grotte flankierten und in einen axialen Blick, eingerahmt von doppelten Alleen von Bäumen bis zu einem formellen, schmiedeeisernen Tor, auslaufen, was man alles auf Jan Kips Gravierung von 1714 sehen kann, die – wenn sie nicht mehr Plan als Realität darstellt – angeordnete Parterres westlich des Hauses und eine Exedra auf dem ansteigenden Gelände dahinter zeigt, alles Details, die auch in Britannia Illustrata (1730) auftauchen. Eine Gravierung von Thomas Badeslade von etwa 1750 zeigt immer noch formelle Details, die sich um Bodts Fassade gruppieren, eingeschlossen in gekieste Auffahrten, die breit genug für einen vierspännigen Wagen sind. Die regelmäßigen Pflanzungen von Bäumen in Boskett-Anordnung sind auf dieser Darstellung schon gewachsen: Ihre Kanten sind unregelmäßig und die geraden Wege durchbrechen sie. All dies wurde auf Geheiß des zweiten Earls nach der Mitte des Jahrhunderts zugunsten einer gewellten, „naturalistischen“ Landschaft im Stil von Capability Brown beseitigt.

## Landschaftsgestaltung des ersten Earls

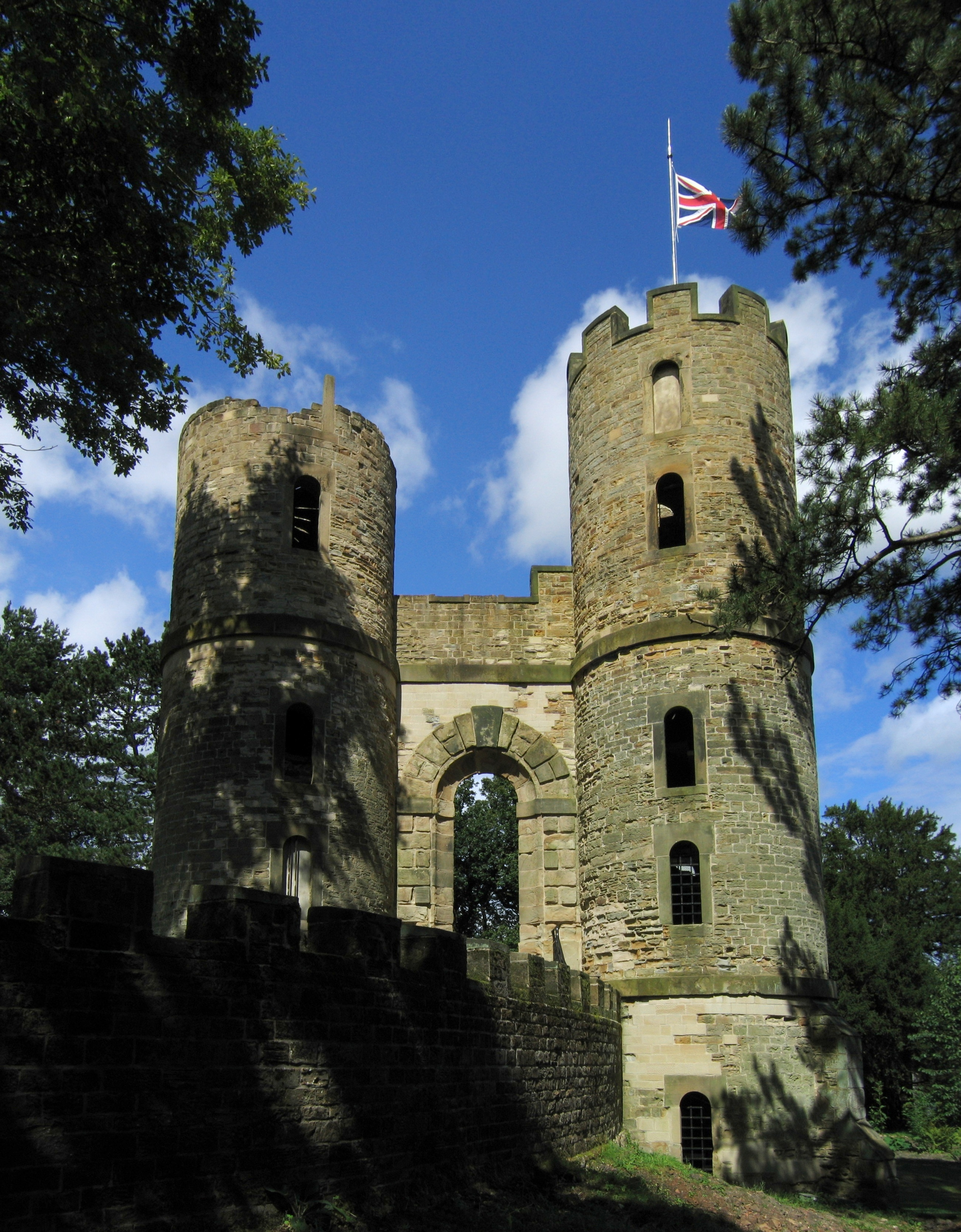
Stainborough Castle, ein frühes Beispiel (fertiggestellt 1730) einer künstlichen Ruine als Blickfang in der Landschaft; zwei der vier Türme sind bis heute erhalten.

Lord Strafford ließ Baumalleen in großer Zahl in dieser offenen Landschaft anlegen und die künstliche Ruine (ab 1726 erbaut und mit „wiederaufgebaut 1730“ beschriftet, heute noch ruinöser als ursprünglich), die an der höchsten Stelle „wie eine Bestätigung aus der Vergangenheit“ aufgebaut wurde und frei von Bäumen gehalten wurde, entstand nur wenige Jahre nach der ersten künstlichen Ruine in einem englischen Landschaftsgarten. Für den zentralen Burghof der Ruine, wo die vier ursprünglichen Türme nach seinen vier Kindern benannt waren, gab der Earl 1730 eine Porträtstatue von ihm bei John Michael Rysbrack in Auftrag, den John Gibbs als ersten anstellte, als er nach England kam. Die Statue wurde näher am Landhaus platziert.
Als strammer Tory blieb Lord Strafford während der Vorherrschaft von Walpoles Whigs für den Rest seines Lebens in politischer Deckung. 1736 wurde ein Obelisk im Gedenken an Königin Anne aufgestellt und der Salon des Hauses bis in moderne Zeiten in Queen Anne's Sitting Room umbenannt. Nach und nach wurden weitere Landschaftsdetails hinzugefügt, sodass heute 26 Bauten im verbleibenden Parkland gelistet sind.

## Der zweite Earl in Wentworth Castle
Der erste Earl starb 1739 und sein Sohn folgte ihm nach. William Wentworth, 2. Earl of Strafford (1722–1791), hat einen Eintrag in Colvins Biographical Dictionary of British Architects als Architekt der schönen neo-palladianistischen Gebäudeflucht, die zwischen 1759 und 1764 in Wentworth Castle errichtet wurde. Er heiratete eine Tochter von John Campbell, 2. Duke of Argyll, und verbrachte ein Jahr auf der Grand Tour, um sein Geschmacksempfinden zu verbessern; er scheute das politische Leben. In Wentworth Castle hatte er John Platt (1728–1810) als Baumeister und Charles Ross (–1770/1775) als Ausführenden der Werkstattzeichnungen und „Superintendenten“ zur Seite. Ross war Bauschreiner und Tischler aus London, der 1748–1749 unter dem palladianistischen Architekten Matthew Brettingham an Lord Straffords Londoner Haus am St. James’s Square Nr. 5 gearbeitet hatte. Mit seiner bewiesenen Kompetenz in London empfahl sich Ross dem Earl zweifellos für seine Baukampagne in Yorkshire. In Wentworth Castle wusste man genau, wie Lord Verulam es 1768 formulierte: „Lord Strafford selbst war sein eigener Architekt und Erfinder von allem.“ Sogar in seinem Londoner Haus, sagt uns Walpole, „wählte er alle Ornamente selbst aus“.
Horace Walpole stellt Wentworth Castle als Beispiel für eine perfekte Integration in das Anwesen, die Landschaft und selbst für die Harmonie des Steins dar:
If a model is sought of the most perfect taste in architecture, where grace softens dignity, and lightness attempers magnificence (...) where the position is the most happy, and even the colour of the stone the most harmonious; the virtuoso should be directed to the new front of Wentworth-castle:the result of the same judgement that had before distributed so many beauties over that domain and called from wood, water, hills, prospects, and buildings, a compendium of picturesque nature, improved by the chastity of art. (dt.: Wenn man ein Beispiel für perfektesten Geschmack in der Architektur sucht, wo Grazie die Würde weichzeichnet, und Leichtigkeit die Großartigkeit mäßigt, (...) wo die Lage am fröhlichsten ist und sogar die Farbe des Steins am harmonischsten: Der Kenner sollte zur neuen Frontfassade von Wentworth Castle (fertiggestellt 1764) geführt werden: (Dies ist) das Resultat derselben Beurteilung, die zuvor so viele Schönheiten über dieses Gebiet verteilt hat und von Wald, Wasser, Hügeln, Aussichten und Gebäuden hervorgerufen wird, einem Kompendium pittoresker Natur, verbessert durch die Reinheit der Kunst.)

## Spätere Geschichte

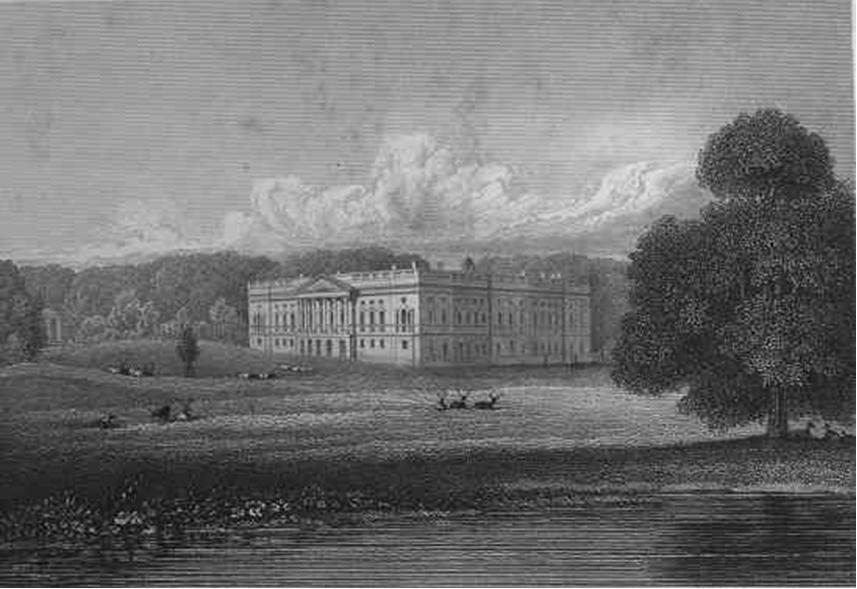
Druck des Landhauses vom Anfang des 19. Jahrhunderts mit Ost- und Südfassade

Mit der Auflösung des Earldoms nach dem Tod des 3. Earls 1799 wurde das riesige Familienanwesen in drei Teile geteilt. Je ein Teil ging an die drei Töchter des 1. Earls. Wentworth Castle blieb in den Händen von Lady Henrietta Vernons Enkel Frederic Vernon (aus Hilton Hall in Staffordshire), dessen Treuhänder William, 4. Earl FitzWilliam und Walter Spencer-Stanhope waren. Frederick Vernon fügte seinem Nachnamen „Wentworth“ hinzu und übernahm das Anwesen 1816. In den Jahren 1820 bis 1840 wurde die alte Jakobskapelle durch das heutige Gebäude ersetzt und die Fenster des Barockflügels wurden auf beiden Seiten der Eingangshalle bis zum Boden geöffnet. Frederick Vernon-Wentworth legte auch zwei Räume im Erdgeschoss zum heutigen „Blauen Zimmer“ zusammen. Im Juli 1838 beschädigte ein schlimmer Hagelsturm die Laterne und die Fenster des Hauses stark, ebenso wie die Gewächshäuser in den eingefriedeten Gärten. Dieser Schaden verblasste aber im Vergleich zu der Katastrophe im nahegelegenen Huskar-Kohlebergwerk, wo 26 jugendliche Bergleute wegen Überflutung in Folge des Hagelsturms ertranken. Im Mai 1853 verursachte ein schlimmer Schneesturm großen Schaden, besonders an den schon ausschlagenden Bäumen in den Gärten, einige von ihnen von seltenen Arten aus Amerika, die von 1. und vom 2. Earl gepflanzt worden waren. Frederick Vernon-Wentworth folgte 1885 sein Sohn Thomas nach, der im März des Folgejahres das eisengerahmte Gewächshaus und elektrische Beleuchtung einbauen ließ. Der viktorianische Flügel stammt ebenfalls aus dieser Dekade und sein Bau erlaubte es den Vernon-Wentworths, den jungen Duke of Clarence und seine Entourage in den Wintern 1887 und 1889 zu unterhalten. Dann erbte das Anwesen Thomas‘ ältester Sohn, Captain Bruce Canning Vernon-Wentworth, 1902 Parlamentsmitglied für Brighton. Der Captain bevorzugte seine Anwesen in Suffolk und ließ daher nach dem Ersten Weltkrieg die meisten wertvollen Dinge aus Wentworth Castle versteigern. Die Gemälde wurden am 13. November 1919 bei Christie’s versteigert. Bruce Vernon-Wentworth, der keine direkten Nachkommen hatte, verkaufte das Haus und die zugehörigen Gärten 1948 an die Barnsley Corporation, während die übrigen Anwesen in Yorkshire, Suffolk und Schottland an einen entfernten Vetter fielen. Die verbleibende Inneneinrichtung von Wentworth Castle wurde bei einem „Garagenverkauf“ (durch Lancaster & Sons, Juni 1948) veräußert. Das Haus wurde zu einem Lehrerausbildungszentrum, dem Wentworth Castle College of Education, das bis 1978 betrieben wurde. Dann wurde das Haus vom Northern College for Residential and Community Education genutzt. Wentworth Castle wurde in der Ausstellung The Country House in Danger des Victoria and Albert Museums dargestellt. Der großartige Landschaftsgarten, den Walpole 1780 so gepriesen hatte, wurde 1986 als „zerstört und ruinös“ beschrieben und der gewundene Fluss, den der 2. Earl in den 1730er-Jahren hatte ausheben lassen, als Folge schlickiger Teiche.
Wentworth Castle hat die einzigen Gärten mit Parkland in South Yorkshire, die als Gärten I. Grades gelistet sind. Der Wentworth Castle Heritage Trust wurde 2002 als gemeinnützige Institution gegründet, „um ein schrittweises Programm zur Durchführung von Restaurations- und Entwicklungsarbeiten zu unternehmen, die einen Nutzen für die Öffentlichkeit bieten, indem sie weitgehend freien Zutritt zum Parkland, zu den Gärten und den historischen Gebäuden ermöglichen und diese wichtigen historischen Anlagen für künftige Generationen konserviert.“ Heute wird der Landschaftsgarten nach und nach vom Trust restauriert. Die Restaurierung der Rotunde wurde 2010 abgeschlossen; das Parkland wurde in einen Rehpark zurückverwandelt. Die Restaurierung der Serpentine ist Gegenstand eines künftigen Projektes, das – je nach zur Verfügung stehenden Geldern – durchgeführt wird.
Das Anwesen wurde 2007, nach Abschluss der ersten Restaurierungsphase, die Kosten von £ 15,2 Mio. verursachte, in vollem Umfang für Besucher geöffnet. Die Gärten von Wentworth Castle und Stainborough Park sind das ganze Jahr über 7 Tage in der Woche offen (mit Ausnahme des 25. und 26. Dezembers). Informationen für Besucher, Gruppen und Schulen, sowie die letzten Informationen über den Fortschritt des Restaurierungsprojektes finden sich auf der Website des Trusts. Führungen im Landhaus sind nach Vereinbarung verfügbar.
Wentworth Castle wurde 2003 in der BBC-Fernsehserie Restoration behandelt. Man rief darin dazu auf, für die Restaurierung des als historisches Gebäude II*. Grades gelistete viktorianische Gewächshaus zu altem Glanz zu spenden, aber die Zuschauer engagierten sich nicht im gewünschten Umfang. In der Folge entschloss sich der Wentworth Castle Heritage Trust 2005, ein Gerüst an dem fragilen Gebäude anbringen zu lassen, um seinen vollständigen Einsturz zu verhindern. Der Trust schaffte es schließlich bis 2011, £ 3,7 Mio. an Spenden für diesen Zweck einzusammeln. 2012 begann die Restaurierung mit finanzieller Unterstützung von English Heritage, der Country Houses Foundation, des Heritage Lottery Funds und des Europäischen Fonds für regionale Entwicklung. Der Trust konnte die Restaurierung des fragilen viktorianischen Glashauses am 7. Oktober 2013 abschließen und öffnete es am folgenden Tag für die Öffentlichkeit.